# Скалаваг
Скалаваг (енгл. scalawag) је био погрдан назив за белца јужњака у САД који се придружио Републиканској странци у државама бивше Конфедерације током Реконструкције по завршетку Америчког грађанског рата. Термин је био погрдан и значио је „нитков, битанга“. Неутралнији термин би био јужњак (јужњачки) униониста, мада се овај термин односи такође и на људе пре и после Грађанског рата, док је скалаваг била кованица коју су специјално измислили демократе током Реконструкције након Грађанског рата.
Скалавази су формирали коалицију са Фридменима (црнци који су били бивши робови) и са придошлицама са Севера (погрдно званим карпетбагери) у циљу преузимања контроле у јужњачким државама и локалним управама. Двојица најпознатијих скалавага су били генерал Џејмс Лонгстрит (енгл. James Longstreet), Лијев генерал и Џозеф Е. Браун (енгл. Joseph E. Brown), гувернер Џорџије у току рата. Они који су били на страни Конфедерације у току рата, морали су да положе тзв. „гвоздену заклетву“ према закону Реконструкције из 1867. да би могли да гласају или да дођу на неки положај. Године 1870, многи су прешли из Републиканске странке у конзервативно-демократску коалицију која је себе називала „искупљеницима“ (енгл. Redeemers) који су до 1877. заменили републиканце на челу свих јужњачких држава САД.